# Посацький Степан Львович

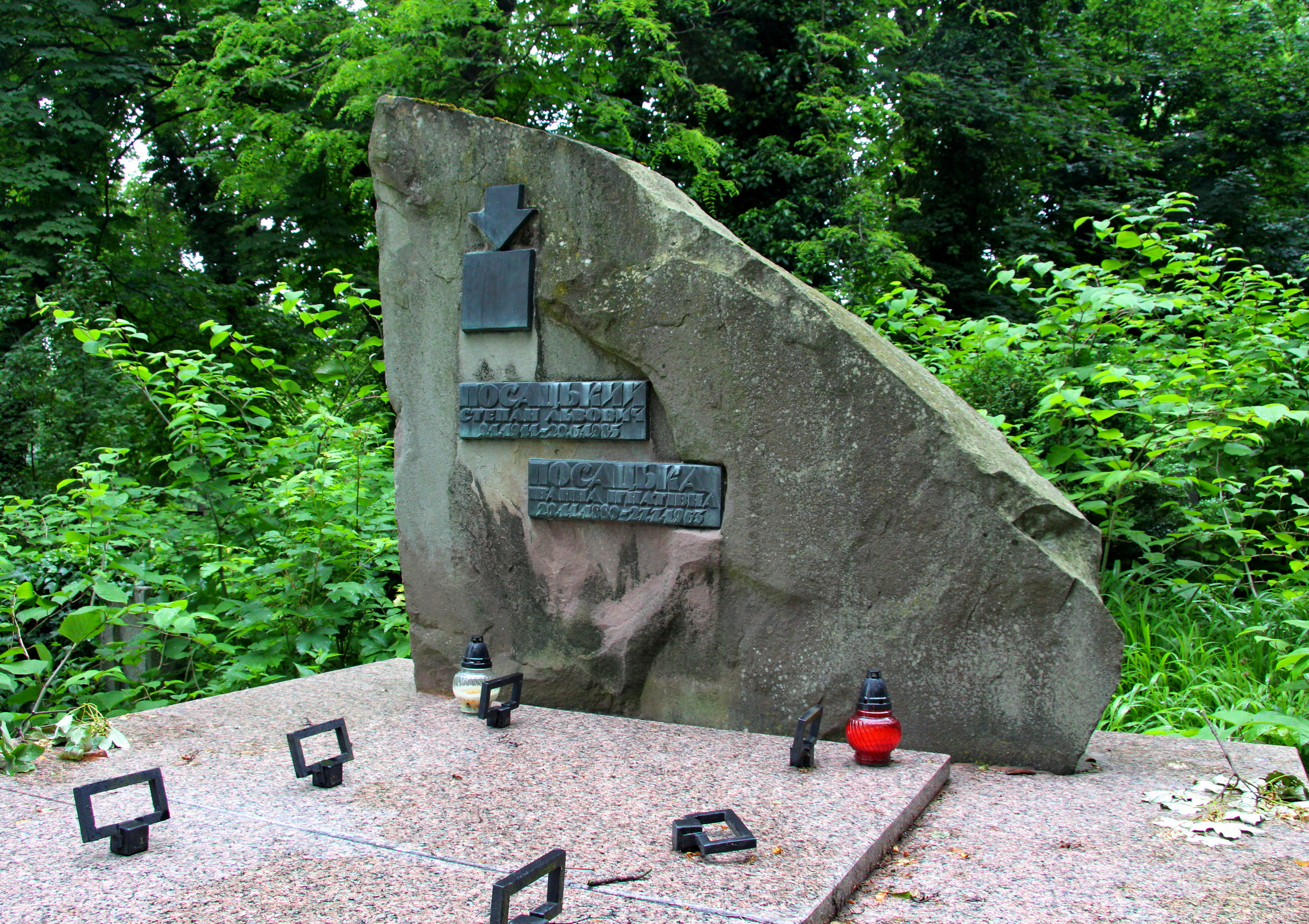

Посацький Степан Львович (*9 січня 1911 — †20 червня 1985) — український науковець у галузі опору матеріалів, педагог, автор першого підручника з опору матеріалів, написаного українською мовою.

## Сім'я
Дід Іван Посацький народився на Гуцульщині у Рахові (нині Закарпатська область) у 1841 р. і був учителем. Батько — Лев Посацький народився у с. Стецевій біля Снятина (нині Івано-Франківська область) у Східній Галичині. Лев Посацький (1878—1951) зміг отримати юридичну освіту у Львові та Відні з правом праці у нотаріальних конторах.
Мати — Іванна Губчак (донька отця Ігнатія Губчака) з Калуша; з нею Лев Посацький одружився в 1910 р. У пошуках праці їм довелося переїхати у Західну Галичину у невеличке містечко Ліманова (близько 1800 мешканців у 1900 р.) у південно-східних околицях Кракова. Ліманова була на той час невеличким містечком і досить популярним місцем відпочинку для незаможних краківських міщан, сюди приїжджали помилуватися краєвидами та дихати свіжим гірським повітрям невисоких, покритих ялиновими лісами Бескидів. Напередодні першої світової війни у Лімановій існувала невелика українська колонія вихідців зі Східної Галичини.
Тут у Лева Посацького та Іванни Посацької (1880—1963) народився 9 січня 1911 р. син Степан.

## Дитинство
Перед початком війни Левові Посацькому вдалося отримати працю у канцелярії нотаріуса Телесніцкого у Делятині і сім'я переїхала туди. З початком першої світової війни його призвали до 36 Коломийського полку оборони крайової в Делятині і після служби в Угорщині, Чехії та на Волині він після розпаду Австро-Угорської монархії повернувся до Делятина осінню 1918 р. Знову став працювати помічником нотаріуса у Делятині, але орієнтовно у 1919 р. сім'я вдруге переїхала у Ліманову, де Лев Посацький працював у канцелярії нотаріуса Ганзінского. Однак там ситуація виявилася несприятливою і довелося шукати праці у Ряшеві у Малопольщі (Східній Галичині). Можна гадати, що родина Посацьких переїхала до Ряшева у 1920 р.
У Ряшеві сім'я Посацьких наймала квартиру на невеликій вуличці Під каштанами біля замку, однак згодом змушена була переїхати на дешевшу квартиру неподалік на вулицю Шопена, 37.

## Навчання

Диплом С. Посацького

Степан Посацький закінчив гімназію ім. Ст. Собінського в Ряшеві у 1929 р. і мав намір продовжувати освіту. У тодішній Польщі українцям чинилися всілякі перепони у здобутті вищої освіти, поступити до Львівської чи Краківської політехнік було майже неможливо. Тому багато українців-галичан шукали можливостей вчитися у інших вищих навчальних закладах. Хто мав змогу, виїжджав за кордон, дехто навчався у підпільних українських вищих навчальних закладах, а дехто не знав, що робити далі.
Навчання в Данцигу
У 1922 р. у пресі Галичини з'явилися оголошення про можливість навчатися у Вищій технічній школі у Данцигу, яка мала статус політехніки. Тодішній Данциг (тепер Гданськ у Польщі), де переважало німецьке населення, з 1919 р. був проголошений вільним містом під протекторатом Ліги Націй. Виїзд до Данцига з території Польщі не вимагав закордонного паспорта, курс валюти був рівнозначний польському, на політехніку приймали без вступних іспитів, навчання проводилося німецькою мовою, уклад діяльності вузу був побудований згідно з німецькими університетськими традиціями.
Програма навчання була складена таким чином, щоб поєднувати вивчення теорії з практичними заняттями. Окрім того, абітурієнт мусів перед вступом пройти однорічну практику на виробництві (фабриці чи будові) і таким чином ознайомитися з своєю майбутньою професією. Будучи прийнятим до політехніки, студент мусів виконувати багато креслень практично з усіх навчальних дисциплін, навіть завдання з математики вимагали графічного представлення. Тому ті студенти, які серйозно ставилися до навчання, майже весь час поза аудиторними заняттями проводили у креслярському залі.
Кожен студент отримував тут своє робоче місце і професори та асистенти відвідували креслярські зали згідно з певним розкладом і надавали охочим необхідні консультації. Це мобілізувало студентів до постійної праці, а викладачам дозволяло вести облік «поточної успішності» і мати уявлення про рівень знань того чи іншого студента перед екзаменами. Система іспитів у Данцигській політехніці була розрахована на серйозного і свідомого своєї мети «пруського студента». Не було обов'язкових іспитів по завершенні того чи іншого лекційного курсу у кінці семестру. Для отримання диплому інженера вимагалося скласти два іспити: так званий вступний або попередній і дипломний.
До складання першого іспиту допускалися ті студенти, які прослухали визначені лекційні курси і виконали усі необхідні практичні завдання протягом перших чотирьох семестрів. Склавши перший іспит, студент ставав кандидатом інженерії чи кандидатом механіки, що загалом відповідало освітньому ступеневі бакалавра у американській вищій школі.
Протягом наступних чотирьох семестрів студент відвідував лекції і виконував практичні завдання з спеціальних дисциплін згідно з обраною спеціальністю і міг бути допущений до кінцевого іспиту при умові виконання окремої дипломної роботи на задану тему. На будівельному факультеті термін виконання дипломної роботи (проекту) становив шість тижнів. Після прийняття комісією дипломної роботи студент допускався до іспиту і після успішного його складання отримував титул дипломованого інженера (нім. Diplom-Ingenieur).
Рівень вимог у данцигській політехніці був високим, обсяг занять значним, вимагалося досконале знання німецької мови, тому з українських студентів майже ніхто не вкладався у чотирирічний термін навчання, нормальним вважалося завершення навчання за п'ять років. У данцигській політехніці основна маса студентів була німцями, кожен з яких належав до тої чи іншої «студентської корпорації», тобто громадського об'єднання, сформованого згідно з основними зацікавленнями його членів. Корпорації були політичними чи релігійними угрупуваннями або спортивними чи мистецькими об'єднаннями. Кожна корпорація мала свої барви, гусарського крою уніформи та кольорові кашкети.
Українські студенти теж організували свою корпорацію у 1922 р. і надали їй назву «Основа», згодом формуються корпорації «Чорноморе», «Галич», «Зарево». До корпорації «Чорноморе» в часі навчання на політехніці належав і Степан Посацький. Будівлі данцигської політехніки займали великий квартал у передмісті Лянгфур (нині Вжещ) і студенти часто відвідували пляжі відомого сусіднього курорту Цопот (нині Сопот) — балтійські пляжі нагадували їм про чорноморське узбережжя.
Степан Посацький склав перший іспит у 1932 р. і став кандидатом інженерії, у 1935 р. склав дипломний іспит на будівельному факультеті Технічної вищої школи Вільного міста Данцига (Technische Hochschule Der Freien Stadt Danzig) за спеціальністю «залізобетонні конструкції» та отримав диплом інженера.

## Після навчання

С. Посацький з дружиною Ольгою (1957 р.)

Однак молодий спеціаліст ще рік залишався у Данцигу, виконуючи різні дрібні проекти і наглядаючи за їх виконанням, оскільки на будівельному ринку Польщі важко було знайти працю за фахом. Повертатися до Ряшева, де проживали батьки, все ж довелося і почалися пошуки праці у самому Ряшеві, його околицях і навіть у Львові. Безпосередньо після закінчення вузу С. Посацький працював інженером-геодезистом у Ряшеві.
Почалися клопоти з визнанням диплому у Польщі, для цього довелося отримати його повторне підтвердження у Данцигу у 1937 р. і повна нострифікація (визнання) була отримана на будівельному факультеті Варшавської політехніки тільки у 1939 р.
Незважаючи на формальні клопоти, Степан Посацький займався дрібними будівельними працями, зокрема працював три місяці 1937 р. у Кооперативі інженерських робіт (КІР) у Львові. Цей кооператив заснував у 1931 р. випускник будівельного факультету Данцигської політехніки А. Мілянич, який таким чином допомагав спеціалістам-українцям знайти і виконувати працю за фахом.
Маючи певний фаховий досвід, Степанові Посацькому у 1938 р. вдалося отримати посаду виконавця робіт (виконроба) на будівництві автошляхового моста на ріці Віслок південніше Ряшева містечку Стшижув. Цей міст відносно добре зберігся донині, його конструкція складається з трьох залізобетонних монолітних аркових прогонів. В найближчій околиці через Віслок побудовано декілька подібних мостів, можна гадати, що їх споруджували згідно з «типовим» проектом.
Наступним значним об'єктом, на якому Степан Посацький працював виконавцем робіт, був будинок головної пошти у Ряшеві. Будинок мав складний монолітний залізобетонний каркас, в ході будівництва виникали певні зміни, деякі вузли, зокрема сходи, доводилося заново проектувати безпосередньо на будові. Будинок був загалом завершений у 1939 р. напередодні нападу гітлерівської Німеччини на Польщу, нині існує у дещо зміненому вигляді після пізніших добудов. На добру згадку на завершення будівництва у серпні 1939 р. робітники подарували «вельможному пану інженеру» срібний портсигар.
Після окупації Польщі німцями у вересні 1939 р. Ряшів (перейменований на Райхсгоф) став одним з міст так званого Генерального губернаторства. Степан Посацький став працювати у будівельному відділі магістрату, займався мостінням вулиць і ремонтом будинків. Зокрема, за його участю був відновлений будинок ратуші, який перебував у аварійному стані.
У 1941 р. Степан Посацький одружився з Ольгою Кушнір, донькою греко-католицького священика Євстахія Кушніра з села Гориці над Саном біля Сєняви (повіт Пшеворск). У червні 1942 р. у Степана та Ольги Посацьких народився син Богдан. Сім'я проживала тоді на вулиці Шопена, 37 у трикімнатній квартирі разом з батьками Степана Посацького. Батько — Лев Посацький працював нотаріальним перекладачем.
Після вступу до Ряшева армії СРСР у 1944 р. почалася післявоєнна відбудова, однак для українців знову виникли труднощі з працевлаштуванням, цього разу у новоповсталій Польській Народній Республіці (ПНР). Після тимчасової праці у 1945 р. у Ряшеві влаштуватися на постійну роботу вдалося тільки близько 80 км західніше, Степан Посацький був прийнятий на посаду інженера-виконроба у Державному підприємстві відбудови залізниць у Тарнові, куди щоденно потрібно було їздити до праці. Так продовжувалося до червня 1946 р., коли йому було «запропоновано» виїхати з Польщі до Радянського Союзу.

## Переселення до СРСР

Карта міст тривалого перебування С.Посацького.

Переселення українців з прикордонної до СРСР території (смуга близько 80 км від кордону) почалися ще у 1945 р. і спочатку відбувалися на менш-більш добровільних засадах. Репатріанти могли забирати з собою майно, меблі, худобу тощо. У половині 1946 р. ситуація змінилася, про добровільність уже не згадували і забрати з собою можна було тільки ручний багаж. Саме з кількома валізками і кошиками родина Степана Посацького була привезена 4 червня 1946 р. у кузові вантажівки «полуторки» на ряшівський вокзал і «завантажена» у товарний поїзд. Разом з Степаном Посацьким виїхали його дружина Ольга з сином Богданом і батьки Лев та Іванна Посацькі.
Після тижневої подорожі поїзд прибув 13 червня на станцію Зборів у Тернопільській області. Тут переселенці були фактично кинуті напризволяще і кожен став собі шукати якогось пристановища. Степан Посацький поїхав 19 червня 1946 р. до Львова і випадково зустрів когось з колишніх знайомих. Йому повідомили, що організовується Технологічний інститут і там потрібні працівники з будівельною освітою.

## Робота в Технологічному інститут
Технологічний інститут будівельних матеріалів містився у Львові на вулиці Нижанківського, 5 — нині там знаходиться Музичний інститут імені М. Лисенка. Заступником директора інституту працював демобілізований офіцер-авіатор В. Баранов (харківянин), який з розумінням віднісся до Степана Посацького і прийняв його на посаду лаборанта кафедри будівельних матеріалів. Баранов надалі з симпатією ставився до репатріанта і наставляв його на «радянський спосіб життя».
Як працівникові інституту, С. Посацькому з родиною у липні 1946 р. було надано двокімнатну квартиру на вулиці Левицького, 71 (тоді Кохановского, потім Маяковського). У грудні 1947 р. він був обраний депутатом Сталінської районної Ради депутатів трудящих Сталінського району Львівської області Української РСР.

## Робота у Львівському політехнічному інституті
У 1949 р. Технологічний інститут було розформовано і працівників перевели до Львівського політехнічного інституту. Степан Посацький був прийнятий на посаду асистента кафедри нарисної геометрії і графіки, де згодом у 1950 р. отримав посаду старшого викладача.
У травні 1948 р. у Степана та Ольги Посацьких народилася донька Ганна. У 1951 р. помер Лев Посацький, похований на Личаківському цвинтарі у Львові.
Працюючи викладачем вузу, С. Посацький був зобов'язаний «постійно підвищувати свій ідейно-політичний рівень», тому у 1952 р. навчався у Вечірньому університеті марксизму-ленінізму при Міському комітеті КП(б)У.

С. Посацький читає лекцію (Львів, 1957)

С. Посацький з жовтня 1952 р. працював старшим викладачем кафедри опору матеріалів, захистив у 1955 р. кандидатську дисертацію на тему «Тиск під квадратним штампом, що лежить на пружному півпросторі» під науковим керівництвом академіка М. Леонова. Надавав великого значення методичній роботі, постійно готував конспекти лекцій, методичні вказівки до практичних занять та лабораторних робіт. У 1961 р. Степану Посацькому присвоєно вчене звання доцента кафедри опору матеріалів.

Перший підручник з опору матеріалів українською мовою. Написаний С. Л. Посацьким. Видання 1963.

С. Л. Посацький. Опір матеріалів. Друге видання 1973.

Постійно удосконалюючи методику викладання опору матеріалів, він готує підручник «Опір матеріалів» для студентів-заочників, який виходить у 1963 р. з грифом Міністерства вищої і середньої спеціальної освіти УРСР, друге видання підручника виходить у світ у 1973 р. Наукове редагування підручника здійснював доцент О. А. Бойм. Слід підкреслити, що на той час підручник був новаторським, у ньому була застосована впроваджена в СРСР у 1963 р. міжнародна система одиниць. Окрім того, обидва видання були єдиними на той час підручниками з опору матеріалів українською мовою, що вимагало від автора великої праці щодо узгодження і опрацювання термінології.
Впродовж понад десятиліття, з 1964 р. по 1976 р. С. Посацький працював деканом загальнотехнічного факультету Львівської політехніки, будучи єдиним на той час безпартійним деканом у вузі. Активно впроваджував нові методи освіти, зокрема, читав цикл телевізійних лекцій на Львівському телебаченні для студентів загальнотехнічних факультетів. Навчальному кіно і телебаченню у той час надавалася велика увага, телевізійні лекції виходили в ефір практично щотижня протягом навчального року. Одночасно на республіканському і місцевому телебаченні демонструвалися спеціальні навчальні програми з базових дисциплін для студентів-заочників, на кіностудії Міністерства вищої і середньої спеціальної освіти УРСР випускалися навчальні кінофільми. Степан Посацький писав сценарії для навчальних телепередач і фільмів з опору матеріалів, активно брав участь у всесоюзних і республіканських методичних нарадах і семінарах з нових методів освіти.
Починаючи з 1962 р. С. Посацький співпрацював з Всесоюзним заочним інститутом інженерів залізничного транспорту у Дніпропетровську, будучи ведучим лектором з опору матеріалів Львівського навчально-консультаційного пункту цього інституту. Лекції читалися як у Львові, так і у інших містах України, доводилося регулярно їздити у відрядження.
Завідування кафедрою «Опір матеріалів»
Степан Посацький у 1966 р. обирається завідувачем кафедри опору матеріалів і працює на цій посаді до 1971 р. Будучи загальнотехнічною, кафедра у той час входила у склад інженерно-будівельного факультету. Викладання курсу опору матеріалів охоплювало основи теорії пружності і пластичності, елементи теорії руйнування і контактних задач, чисельні методи дослідження напружено-деформованого стану. Кафедра була базовою у регіоні, постійно проводилися наукові та методичні семінари, читалися проблемні лекції, відбувалися наукові студентські конференції.
Під науковим керівництвом С. Посацького у 1971 р. захистив кандидатську дисертацію І. М. Ольховий на тему «Вирішення деяких просторових контактних задач для кільцевих штампів методом бігармонічних потенціалів».
На кафедрі у той час працювали доценти Афендік Л. Г. Бойм О. А., Гаврилів Ю. М., Копейкін Ю. Д., Молчанов О. І., Мочернюк Д. Ю., старші викладачі Іващенко А. Н., Колісниченко М. П., Каплевацький Й. Д., Петровська Л. П., асистенти Білобран Б. С., Білосевич Р. С., Гурей К. М., Ольховий І. М., Калінін О. А., Ланглейбен С. В., Піскозуб Л. Й., Селастельникова Е. О., Слєпко Л. М., Слюсаренко М. Й., Третякова С. І., Чернякова Н. П. Степан Посацький надавав велику увагу підвищенню науково-педагогічного рівня молодих викладачів. Часто відвідував їх практичні та лабораторні заняття, надавав методичні поради, залучав до керівництва студентськими науковими роботами.
Читаючи багато років лекційний курс, С. Посацький постійно оновлював дидактичний матеріал, широко застосовував технічні засоби навчання, займався удосконаленням методичного забезпечення.
На кафедрі під керівництвом С. Посацького виконувалися госпдоговірні науково-дослідні роботи за замовленнями Львівського автобусного заводу, заводів «Автонавантажувач» та «Львівсільмаш», спрямовані на зниження металомісткості автотранспортних машин і механізмів. Зокрема, завдяки цим дослідженням і розрахункам була суттєво зменшена маса несучого каркаса базової моделі автобуса «ЛАЗ».

## Спортивні та культурні захоплення
Степан Посацький належав до активних спортсменів-аматорів, майже до пенсійного віку займався тенісом, входив у склад збірної команди тенісистів-ветеранів Львова. У 1950-х — 1960-х роках тенісні корти спортивного товариства «Наука» займали невеликий квартал між вулицями Матейка і Новаківського і фактично належали Львівській політехніці. У 1970-х роках на цьому місці, не зважаючи на протести спортивної громадськості, побудовано готель «Дністер».
На початку 1960-х років у склад команди ветеранів тенісу входили викладачі Львівської політехніки А. Занько, Т. Зезіна, Б. Гладишев, М. Глауберман, М. Саврук, С. Яремкевич, викладачі університету ім. І. Франка М. Резвой, В. Лазько, архітектор Ярослав Новаківський (син художника Олекси Новаківського), інженер Роман Труш (син художника Івана Труша). Тенісисти-ветерани влаштовували спортивні змагання з колегами з інших міст, у складі команди ветеранів Києва до Львова приїжджав відомий авіаконструктор О. Антонов.
У 1957 р. Степан Посацький з сином Богданом у складі групи львівських туристів здійснив водний туристський похід «першої категорії складності» довжиною близько 800 км за маршрутом Рівне — Київ ріками Горинь — Прип'ять — Дніпро. Колегами по походу були товариші студентських років Юліан Величко та Юліан Воробкевич, які, власне і намовили Степана Посацького до цієї мандрівки. Похід виявився досить складним, сонячні дні з тихою водою змінювалися дощовими, вітер піднімав хвилі, але туристи на веслах або під вітрилом наполегливо долали кілометри водного шляху. Поява десятка байдарок, що жваво пливли кільватерним шиком, була на той час досить незвичним явищем на ріках Полісся і викликала велике зацікавлення мешканців прибережних міст і сіл. Завершився похід причалюванням до кам'яної набережної біля київського річкового вокзалу. У Києві учасники походу зустрілися з Тарасом Франком (сином Івана Франка), який тоді проживав і працював у столиці.
Степан Посацький відзначався широкими загальнокультурними зацікавленнями, окрім рідної української, вільно володів російською, польською, німецькою, англійською мовами. Час від часу любив малювати краєвиди, замальовки дружини Ольги, дітей Богдана і Ганни. Автопортрети та портрети членів родини деколи мали гумористичний відтінок, викликали посмішку. Зберігся альбом таких начерків 1947—1954 років. Деякі з рисунків-карикатур були опубліковані, наприклад, ілюстрації до байки викладача В. Глоговського «Полярні координати» у новорічному числі газети «Радянський студент» 31 грудня 1950 р.
Пізніше багато займався фотографією, особливо полюбляв фотографувати краєвиди, освоїв наприкінці 1950-х років дуже трудомісткий і недосконалий тоді процес кольорової фотографії.
Любив подорожувати з фотоапаратом Карпатами околицями Корчина і Сколе, Закарпаттям вздовж долини Тиси, чорноморським узбережжям (околиці Одеси, Алушти, Судака). У сімейному архіві збереглися десятки фотоальбомів, де родинні сцени чергуються з численними природними та міськими краєвидами.

## Діти
Степан Посацький передав своїм дітям схильність до наукової та педагогічної праці. Син — Богдан Посацький захистив кандидатську дисертацію з архітектури, має вчене звання професора, працює на кафедрі містобудування Львівської політехніки. Донька — Ганна Байцар (Посацька) захистила кандидатську дисертацію з фізико-математичних наук, має вчене звання старшого наукового співробітника, працює на кафедрі фізики металів у Львівському національному університеті ім. Івана Франка.

## Основні дати життя та діяльності
- Степан Львович (Левович) Посацький народився 9 січня 1911 р. у містечку Ліманова (Західна Галичина, провінція Галичина Австро-Угорщини)
- 1929 р. — закінчив гімназію ім. С. Собінского у Ряшеві
- 1930 р. — поступив на будівельний факультет Технічної Вищої школи у Вільному місті Данцигу (Данцигської політехніки)
- 1935 р. — отримав диплом інженера Данцигської політехніки
- 1936 р. — інженер-геодезист у фірмі Вавшковіча у Ряшеві
- 1937 р. — інженер-конструктор у Кооперативі інженерських робіт у Львові
- 1938 р. — інженер-виконавець робіт у фірмі С. Полянского на будівництві моста на р. Віслок у Стшижові
- 1938—1939 рр. — інженер-виконавець робіт у фірмі М. Стадніцкого на будівництві головної пошти у Ряшеві
- 1939—1944 рр. — працівник будівельного відділу магістрату у Ряшеві
- 1945 р. — інженер-виконавець робіт у фірмі М. Войтиняка у Ряшеві
- 1945—1946 р. — інженер-виконавець робіт у Державному підприємстві відбудови залізниць у Тарнові
- 1946 р., червень — переселений з сім'єю до СРСР
- 1946—1949 рр. — старший лаборант, асистент Львівського технологічного інституту будівельних матеріалів
- 1947—1948 рр. — депутат районної Ради депутатів трудящих Сталінського району Львова
- 1949—1952 рр. — асистент, старший викладач кафедри нарисної геометрії і графіки Львівського політехнічного інституту (ЛПІ)
- 1952—1956 рр. — старший викладач кафедри опору матеріалів ЛПІ
- 1956—1961 рр. — в.о. доцента кафедри опору матеріалів ЛПІ
- 1961—1966 рр. — доцент кафедри опору матеріалів ЛПІ
- 1966—1971 рр. — завідувач кафедри опору матеріалів ЛПІ
- 1964—1976 рр. — декан загальнотехнічного факультету ЛПІ
- 1971—1985 рр. — професор кафедри опору матеріалів ЛПІ
- С. Л. Посацький помер 20 червня 1985 р. у Львові, похований на Личаківському кладовищі, поле № 21, на могилі споруджено пам'ятник.

## Нагороди
- Грамота союзу спортивних товариств і організацій УРСР за участь у матчі ветеранів тенісу Львова і Києва. 1963 р.
- Почесна грамота Львівської залізниці за успіхи в організації заочної підготовки інженерно-технічних кадрів. 1968 р.
- Знак «Переможець соціалістичного змагання 1973 року» Мінвузу УРСР
- Знак «Переможець соціалістичного змагання 1975 року» Мінвузу УРСР
- Грамота Міністерства вищої і середньої спеціальної освіти УРСР. 31 грудня 1980 р.

## Праці
Підручники, конспекти лекцій
- Посацький С. Л. Опір матеріалів. — Львів: Вид-во Львів. ун-ту, 1963. — 360 с.: іл.
- Посацький С. Л. Опір матеріалів. — Львів: Вид-во Львів. ун-ту, 1973. — 403 с.: іл.
- Посацький С. Л. Лекции по сопротивлению материалов / М. А. Леонов. — Львов: ЛПИ, 1957. — 107 с.
- Посацький С. Л. Курс лекцій з опору матеріалів. Ч.1. — Львів: ЛПІ, 1959. — 338 с.
- Посацький С. Л. Розрахунок тонкостінних стержнів відкритого профілю на стиснене кручення. Конспект лекцій для загальнотехнічних факультетів з прикладами розрахунків. — Львів, ЛПФ, 1961. — 41 с.
- Посацький С. Л. Проспект 3-го видання підручника «Опір матеріалів». — Львів, 1983. — 3 с. — (машинопис).

Статті
- Посацкий С. Л. Давление под квадратным штампом, лежащим на упругом полупространстве: Автореф. дис… канд. техн. наук / Львов. политехн. ин-т. — Львов, 1954. — 15 с.
- Посацкий С. Л. Расчет фундамента, квадратного в плане / С. Л. Посацкий, М. А. Леонов, А. Н. Иващенко // Науч. зап. АН УССР. — 1956. — Вып. 4: Вопросы машиноведения и прочности в машиностроении. — С. 141—151.
- Посацкий С. Л. Уравнение трех моментов для балки на упругом основании // Науч. зап. инж.-строит. ф-та ЛПИ. — Львов, 1959.
- Посацкий С. Л. Использование геометрически изменяемых основных систем при расчете методом сил симметричных плоских рам // Вестн. Львов. политехн. ин-та. — 1967. — № 20: Вопр. современ. стр-ва. — С. 195—197.
- Посацкий С. Л. Об одной интерпретации способа группировки неизвестных при расчете статически неопределенных плоских рам //Вестн. Львов. политехн. ин-та.- 1969. — № 37: Вопр. современ. стр-ва. — С. 140—142.
- Посацкий С. Л. Об одном случае расчета симметричной плоской рамы // Вестн. Львов. политехн. ин-та. — 1971. — № 51: Вопр.современ. стр-ва. — С. 148—151.
- Посацкий С. Л. К вопросу об использовании геометрически изменяемых основных систем при расчете методом сил статически неопределенных плоских рам // Докл. и науч. сообщ. / Львов. политехн. ин-т. — 1974. — № 2. — С. 161—163.
- Посацкий С. Л. К вопросу расчета пространственно нагруженных плоских рам // Докл. и науч. сообщ. / Львов. политехн. ин-т. — 1975. — № 4. — С. 49-52.
- Посацький С. Л. Про побудову одиничних епюр методу сил // Вісн. Львів. політехн. ін-ту. — 1978. — № 120: Сучасні питання теплотехніки. — С. 117—121.
- Посацкий С. Л. Расчет балок на жесткость при изгибе // Вестник Львов. политехн. ин-та. Докл. и науч. сообщ. — 1979. — № 137. — С. 210—212.
- Посацкий С. Л. Влияние поперечных сил на жесткость изгибаемого стержня тонкостенного кольцевого сечения // Вестн. Львов. политехн. ин-та. — 1980. — № 146: Технология машиностроения и динамическая прочность машин. — С. 100—102.
- Посацкий С. Л. Уравнение трех моментов с учетом влияния поперечных сил // Вестн. Львов. политехн. ин-та. — 1981. — № 153: Теплоэнерг. системы и устройства. — С. 65-68.
- Посацкий С. Л. Влияние поперечных сил на температурные усилия в неразрезной балке // Вестн. Львов. политехн. ин-та. — 1983. — № 173: Резервы прогресса в архитектуре и стр-ве. — С. 93-96.
- Посацкий С. Л. Прочность и жесткость консоли, близкой к равнопрочной // Вестн. Львов. политехн. ин-та. — 1984. — № 183: Резервы прогресса в архтектуре и стр-ве. — С. 66-68.

Навчально-методичні праці
- Посацький С. Л. Сценарій для навчального кінофільму «Складний опір». — Київ: Кіностудія МВ і ССО УРСР, 1965. — (машинопис).
- Посацький С. Л. Роль вітчизняних вчених в розвитку науки «Опір матеріалів». -Львів, 1973. — 11 с. — (машинопис).
- Посацький С. Л. Інструкції до домашніх розрахунково-графічних робіт з опору матеріалів для студентів механічних спеціальностей. — Львів: ЛПІ, 1974. — 66 с.
- Посацький С. Л. Методичні вказівки до домашніх розрахунково-графічних робіт з курсу «Опір матеріалів» для студентів механічних спеціальностей. Ч. 1. — Львів: ЛПІ, 1980. — 37 с.
- Посацький С. Л. Методичні вказівки до домашніх розрахунково-графічних робіт з курсу «Опір матеріалів» для студентів механічних спеціальностей. Ч. 2. — Львів: ЛПІ, 1980. — 48 с.
- Посацький С. Л. Методические указания и примеры решения задач для расчетных домашних работ по сопротивлению материалов для студентов стационарной и вечерней форм обучения инженерно-технических спеціальностей /С. Л. Посацький, Ч. Н. Койфман, І. М. Ольховий, Л. П. Петровська, Л. Й. Піскозуб, Л. М. Слєпко. — Львов: ЛПИ, 1982. — 59 с.
- Посацький С. Л. Методические указания и примеры решения задач для расчетных домашних работ по курсу «Сопротивление материалов» (для студентов инженерно-технических специальностей) / С. Л. Посацький, Б. С. Білобран, І. М. Ольховий, Л. Й. Піскозуб, Л. М. Слєпко. — Львов: ЛПИ, 1983. — 50 с.